# زوموالت (فئة مدمرات)
زوم والت (بالإنجليزية: Zumwalt-class destroyer) هي مدمرة متعددة المهام تقوم بمهام القصف الأرضي، القتال الساحلي، الدفاع الجوي، القصف بعيد المدى والقتال ضد الغواصات والحرب الإلكترونية وقد جرى توقيع عقد لبناء أول واحدة منها سنة 2008 بقيمة 3 مليارات دولار أمريكي تقريبًا مع جنرال دايناميك بالتعاون مع مجموعة كبيرة من شركات الصناعة البحرية والعسكرية مثل كرايتون ونورث روب كرومن وغيرها وقد أطلق عليها اسم زوموالت نسبة للادميرال الأمريكي ايلمو زوموالت وتم البدأ في بنائها في مجمع باث ايرون ورك.
ثم في سنة 2009 تم التعاقد مجددًا مع نفس الشركات لبناء سفينة أخرى من نفس النوع أطلق عليها اسم ميشيل منصور. نسبة لأحد الجنود الأمريكيين والذي قتل في الرمادي في العراق.
في سنة 2011 تم زيادة تمويل السفينيتن معاً إلى 11 مليار دولار على أن يتم التسليم في 2015 لكليهما.
كانت حاجة الولايات الأمريكية المتحدة كبيرة إلى مدمرة ضخمة تجمع بين القوة النارية الهائلة وبين التكنولوجيا الثورية المتقدمة وتقوم بمهام متعددة في أعالي البحار ووسط المحيطات خصوصاً وأن متطلبات فعالية الأساطيل الأمريكية تحتاج لمثل هذه المدمرة... ومن أجل هذا قامت البحرية الأمريكية سنة 1994 بإطلاق مشروع سمي sc-21 وتعني Surface Combatant for the 21st century وتعني مقاتلي السطح للقرن الحادي والعشرين أي ما معناه سفن القتال الساحلي الخاصة بالقرن الحادي والعشرين وهو ما نتج عنه ما يعرف بترسانة السفن التي تحمل مجموعه حوالي 500 صاروخ كروز كقوة ردع. عن مشروع sc21 ما يعرف ب dd-21 سنة 1997 وتعني Destroyer for the 21st century أي مدمرة القرن الحادي والعشرين والتي أنتجت من خلاله لأول مرة قدرات الإطلاق العمودي لصواريخ الجوالة من خلال المدمرات والطردات وسفن القتال الساحلي سنة 2000 وقد انبثق من المشروع جزء وهو الذي عرف ب dd-x وهو الذي يخصنا بحيث أنه أطلق من أجل إنتاج ما يعرف بالمدمرة الخفية ddg-1000 zumwalt سنة 2002.

## التجهيزات الإلكترونية
- الرادار: تم تجهيز المدمرة زوم والت بأحدث رادار بحري في العالم وهو الرادار an/spy-3 وهو ردار بحري يعمل بخاصية الايزا ويعمل على الموجتين x و s باند ويمتاز بقدرة هائلة على التعامل مع الأهداف العالية والأهداف ذات المقطع الرداري الصغير والقدرة على رصد الموجات الردارية المعادية القصيرة والطويلة ومدمج بنظام كامل لادارة النيران وسرعة التعامل الشامل عند الرصد ويستطيع التعامل مع مئات الأهداف في نفس الوقت ومداه يتجاوز 400 كم، كما تم دمج جزء من الردار SPY-2 في منظومته المتكاملة مع القدرة الهائلة على التعامل مع الاهداف الجد منخفضة.
- السونار: دمج نوعين من السونار وهما
  - السونار AN/SQR-20 متعدد المهام
  - السونار IUSW-21 وهو سونار أعماق ملحق في مؤخرة السفينة
  - الكمبيوتر والاتصال: تم تجهيز المدمرة بأحدث أنواع الكمبيوتر والاتصال وتم تزوديها بنظام القيادة والسيطرة NFCS وبأحدث أنواع الأنظمة الإكترو بصرية eo وبأحدث أنواع أنظمة الرصد التي تعمل بالأشعة تحت الحمراء ir.

## التسليح
السفينة مجهزة بأكثر من 20 نظام إطلاق عمودي VLS من طراز Mk-57 رباعي الفوهة والتي تمتاز بمرونة رهيبة في اختيار نوع التسليح فهي تستطيع حمل صواريخ السبارو البحرية ESSM (للدفاع الجوي) بعدد رهيب يبلغ حوالي 320 صاروخ أو 80 صواريخ (توماهوك) أو 80 صاروخ (أسروك) المضاد للغواصات. وهي تمثل عودة نوعية للمدافع البحرية العملاقة باستعمال مدافع BAE systems الجديدة والمعروفة باسم AGS عيار 155مم والذي يستطيع إطلاق قذيفة صغيرة (وزن 11 كجم) مزودة بمحرك صاروخي صغير لمسافة 150كم وهناك خطط لاستبدال المدافع التقليدية بالمدافع الكهرومغناطيسية في المستقبل القريب. وستكون المدمرة مجهزة لحمل 2 هليكوبتر إس إتش-60 سي هوك بالإضافة إلي 3 طائرات بدون طيار.

## المواصفات الفنية
- الازاحة: 14592 طن.
- الطول: 186 متر.
- العرض: 24.6 متر.
- الارتفاع: 34.4 متر.
- السرعة: 30 عقدة بحرية.
- الطاقم: 150 فرد.
- المحرك: محركين رويس mt 30.
  - و محركين جنرال دايناميك lm500.
  - ومحرك توربو كهربائي alstom ips.
- المدى: 4500 ميل بحري بسرعة 20 عقدة.

## وصلات خارجية
- Raytheon's official DDG 1000 Program web page
- General DD(X) Destroyer page نسخة محفوظة 8 أغسطس 2007 على موقع واي باك مشين.
- Description of the DD numbering system for ships in the U.S. Navy
- Overview of the DD(X) Destroyer program and its capabilities
- Zumwalt class Destroyer (Navy Recognition)
- Advanced Gun System set to be installed on the DD(X) destroyers
- DD(X) Destroyer program page on globalsecurity.org
- Concept of employment for naval surface fire support (near term capability)
- 1995 US General Accounting Office report on the US Navy’s Naval Surface Fire Support program
- DoD press release: Navy Designates Next-Generation Zumwalt Destroyer
- Eaglen، Mackenzie (7 أكتوبر 2008). "Changing Course on Navy Shipbuilding: Questions Congress Should Ask Before Funding". The Heritage Foundation. مؤرشف من الأصل في 2010-02-08.
- House letter recommending against a "winner take all" construction strategy for the DD(X) destroyer program
- Meet the Zumwalt: The Navy's stealth destroyer will go to sea next spring
- Canceling the DDG-1000 Destroyer Program Was a Mistake